# تشسکا تربووا
تشسکا تربووا (به چکی: Česká Třebová) یک منطقهٔ مسکونی و شهرستان دارای شهرک سابقاً روستا در جمهوری چک است که در ناحیه اوستی ناد اورلیتسی واقع شده‌است. تشسکا تربووا ۱۶٬۵۳۳ نفر جمعیت دارد.

## خواهرخوانده
شهرهای اگرات بریانزا، Oława و سویت خواهرخوانده‌های تشسکا تربووا هستند.